# プラリネ

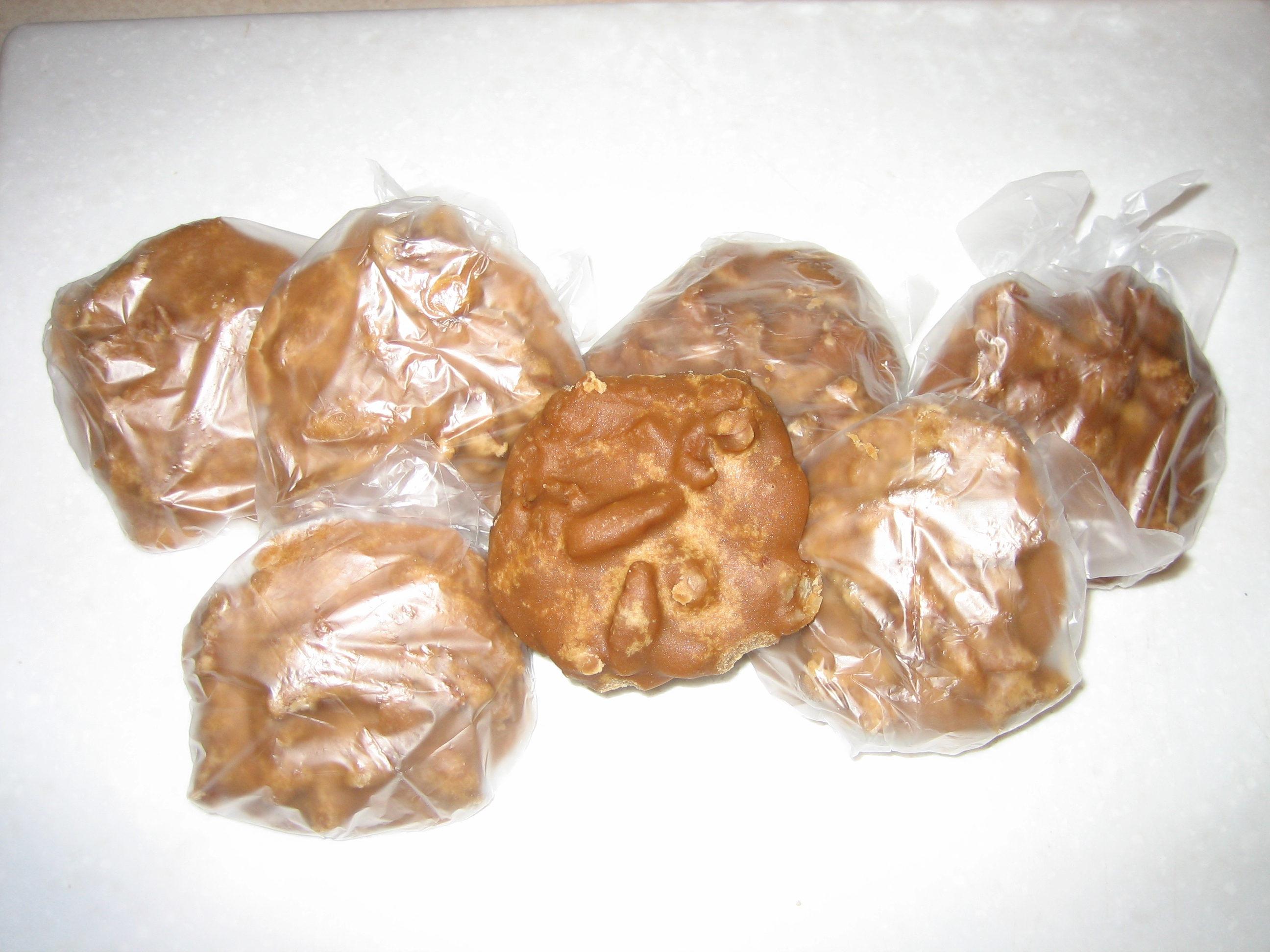
プラリネ

プラリネ (praline) は、焙煎したナッツ類（主にヘーゼルナッツやアーモンド）に加熱した砂糖を和えてカラメル化（カラメリゼ）したもの。製菓原料として使用される。
粉砕・ペースト化したものや、焙煎したナッツのペーストと砂糖との混合物を指すこともある。
プラリネは、元々はフランスの貴族・外交官・軍人のセザール・ド・ショワズール・デュ・プレシス＝プラズランfr:César de Choiseul du Plessis-Praslinの料理人のクレマン・ラサーニュ (Clément Lassagne) によって 17世紀に考案されたもので、プラズランにちなんで Prasline と名づけられたものが転じて Praline  になったとされる。初期の頃は、アーモンドに様々な香りや色をつけて砂糖をかけたものであった。それが後に、アーモンドにシロップをからめてカラメル状になるまで煮詰めたものに変化していったと言われている。
日本で一般的になったプラリネという読みはドイツ語読みであり、英語ではプラーリンまたはプレイリン、フランス語ではプラリーヌといった読みとなり、単純に「砂糖で覆われた」という意味でも使う場合もある。